# Тиранська піраміда

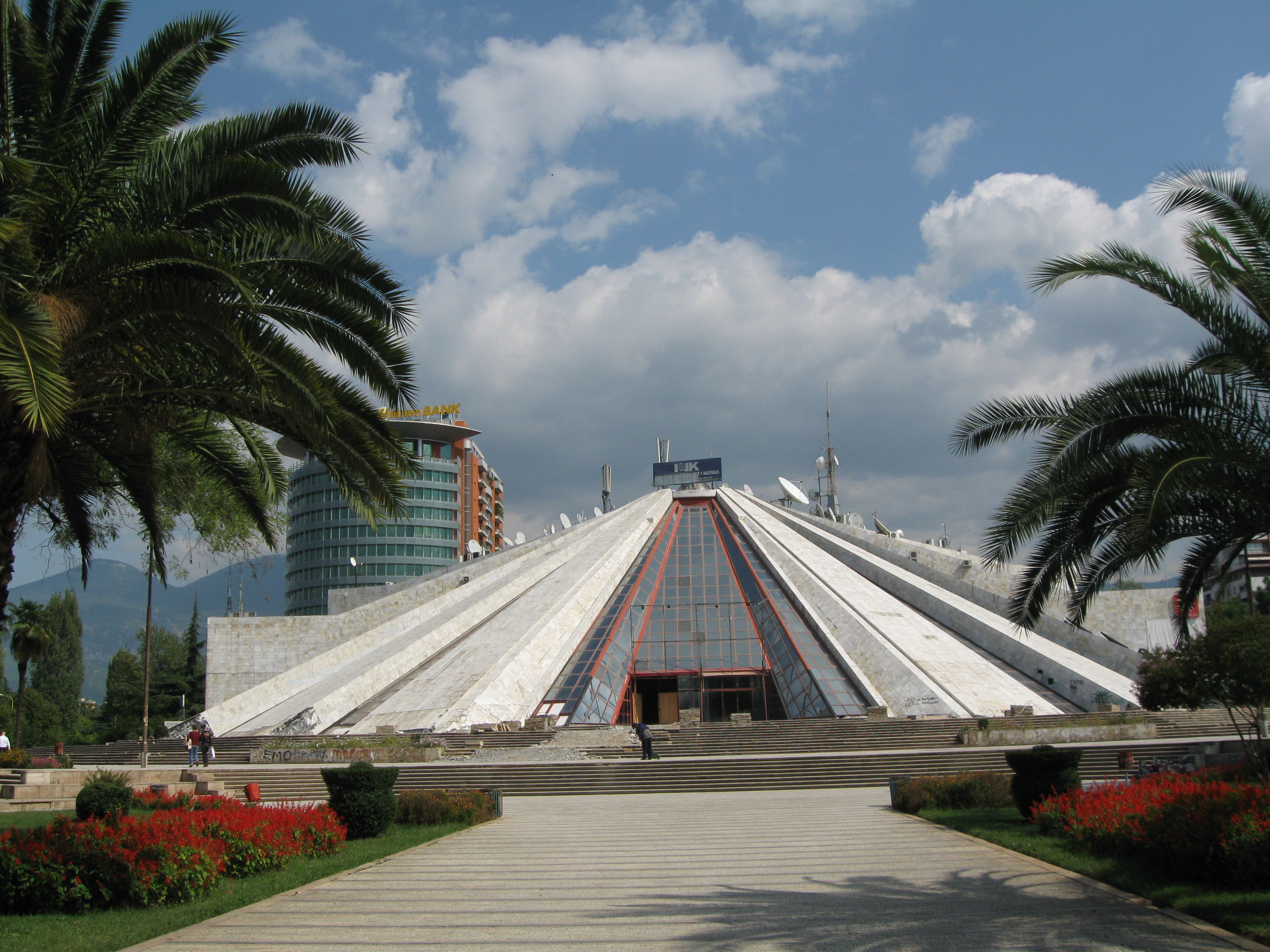
Тиранська піраміда

Тиранська піраміда (алб. Piramida) — будівля і колишній музей у Тирані, Албанія.

## Будівництво
Піраміду було відкрито 14 жовтня 1988 року як музей Енвера Ходжі, багаторічного лідера комуністичної Албанії, що помер за три роки до того. В проєктуванні будівлі брала участь його дочка Панвера, архітекторка, її чоловік Клемент Коланеці, а також Пірро Васо і Владімір Бреґу. В той час Піраміду називали найдорожчою будівлею, будь-коли зведеною в Албанії. Дехто називав її «Мавзолеєм Енвера Ходжі», але це ніколи не було офіційною назвою.

## Після комунізму
Після повалення комуністичної влади 1991 року Піраміда перестала бути музеєм і кілька років виконувала функції конференццентру й виставкової зали, а також дістала свою теперішню назву. Під час війни в Косові 1999 року НАТО та гуманітарні організації використовували приміщення як свою базу. З 2001 року телеканал Top Channel використовував частину Піраміди як телецентр, тоді як решта будівлі зазнала нищення вандалізмом.
Свого часу були пропозиції знести Піраміду й на її місці звести нову будівлю парламенту Албанії. Проте низка провідних зарубіжних архітекторів виступили проти знесення будівлі. Зокрема, відомий албаніст і письменник Ардіан Клосі (1957—2012) написав петицію проти знищення Піраміди, яка зібрала близько 6000 підписів, у зв'язку з чим будівельні роботи було припинено.